# Buġibba
Buġibba is een plaats in Malta in de gemeente San Pawl il-Baħar. De plaats ligt aan de St. Paulsbaai in het noordoosten van het eiland Malta, zo'n 15 km van de hoofdstad Valletta.
Buġibba was vroeger een vissersdorpje, maar is uitgegroeid tot een van de belangrijkste toeristencentra van het eiland. Dit uit zich onder andere in de verschillende grote hotels, winkels en restaurants die zich hier gevestigd hebben. De kust is er voornamelijk rotsachtig. Enkele hotels hebben echter zelf een privaat zandstrand laten aanleggen voor hun gasten.
Buġibba loopt over in de plaats Qawra, ook is er een boulevard die de twee dorpen met elkaar verbindt.

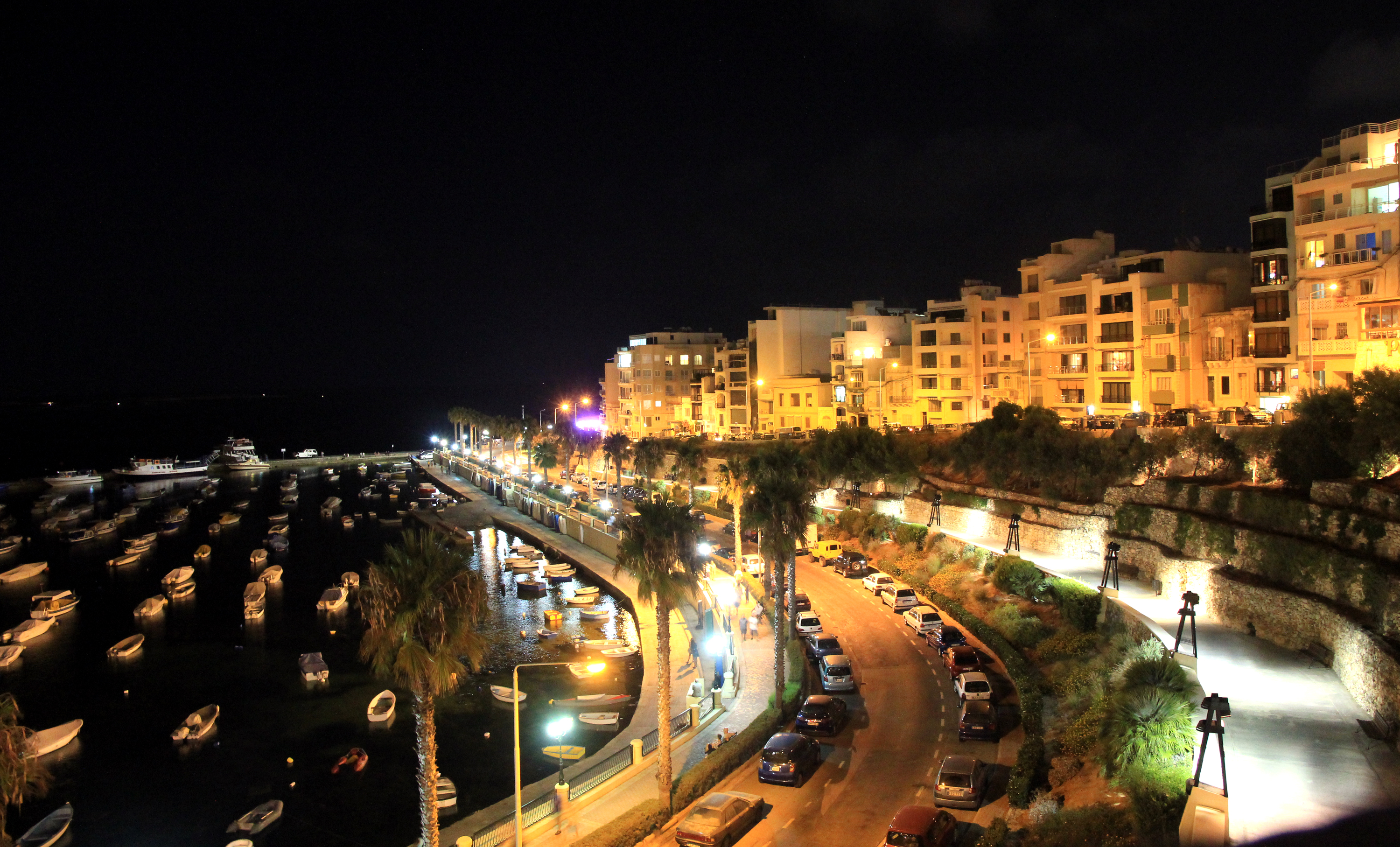
Boulevard van Buġibba bij nacht
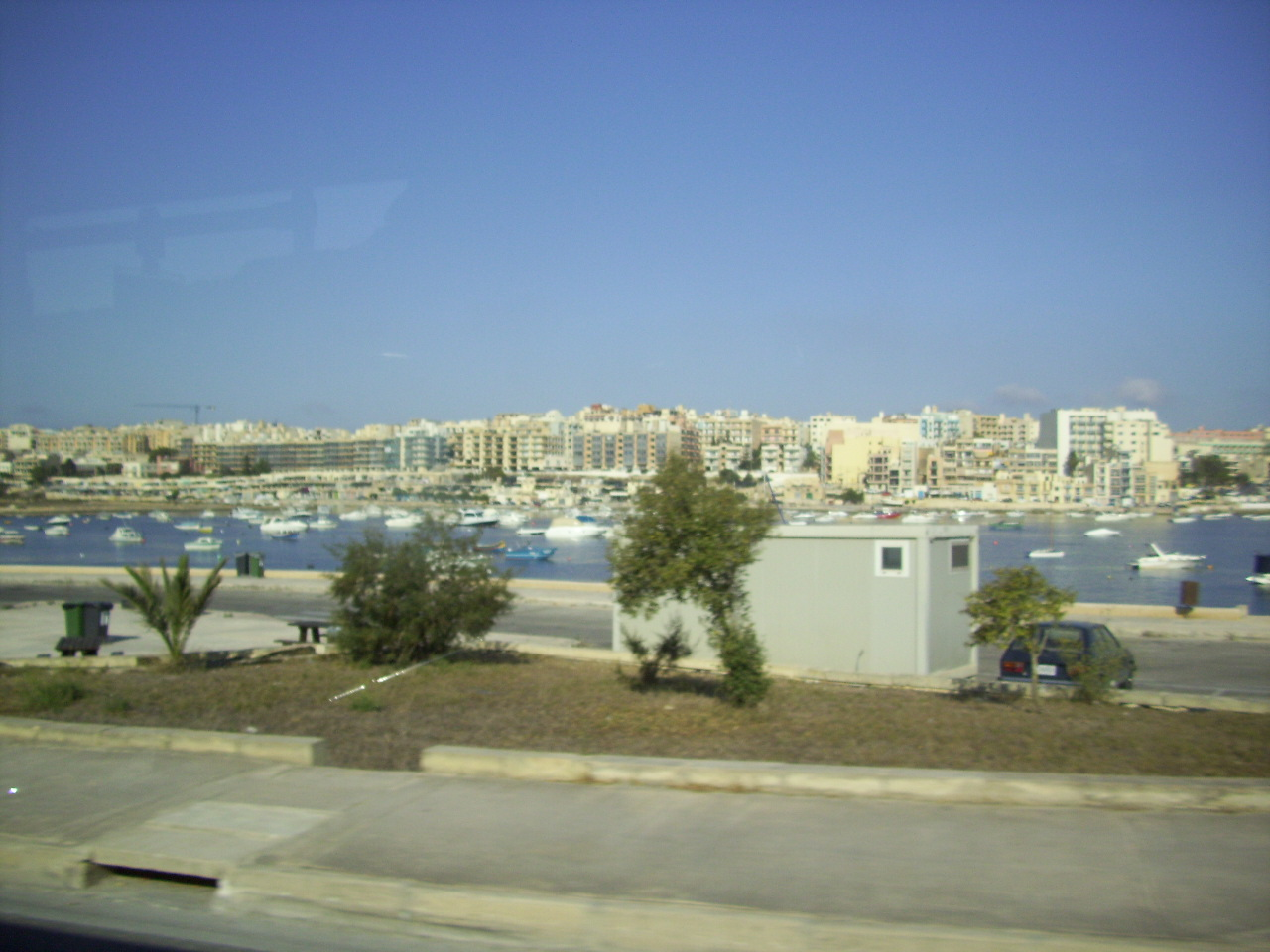
Haven van Buġibba